# Amtsgericht Herborn

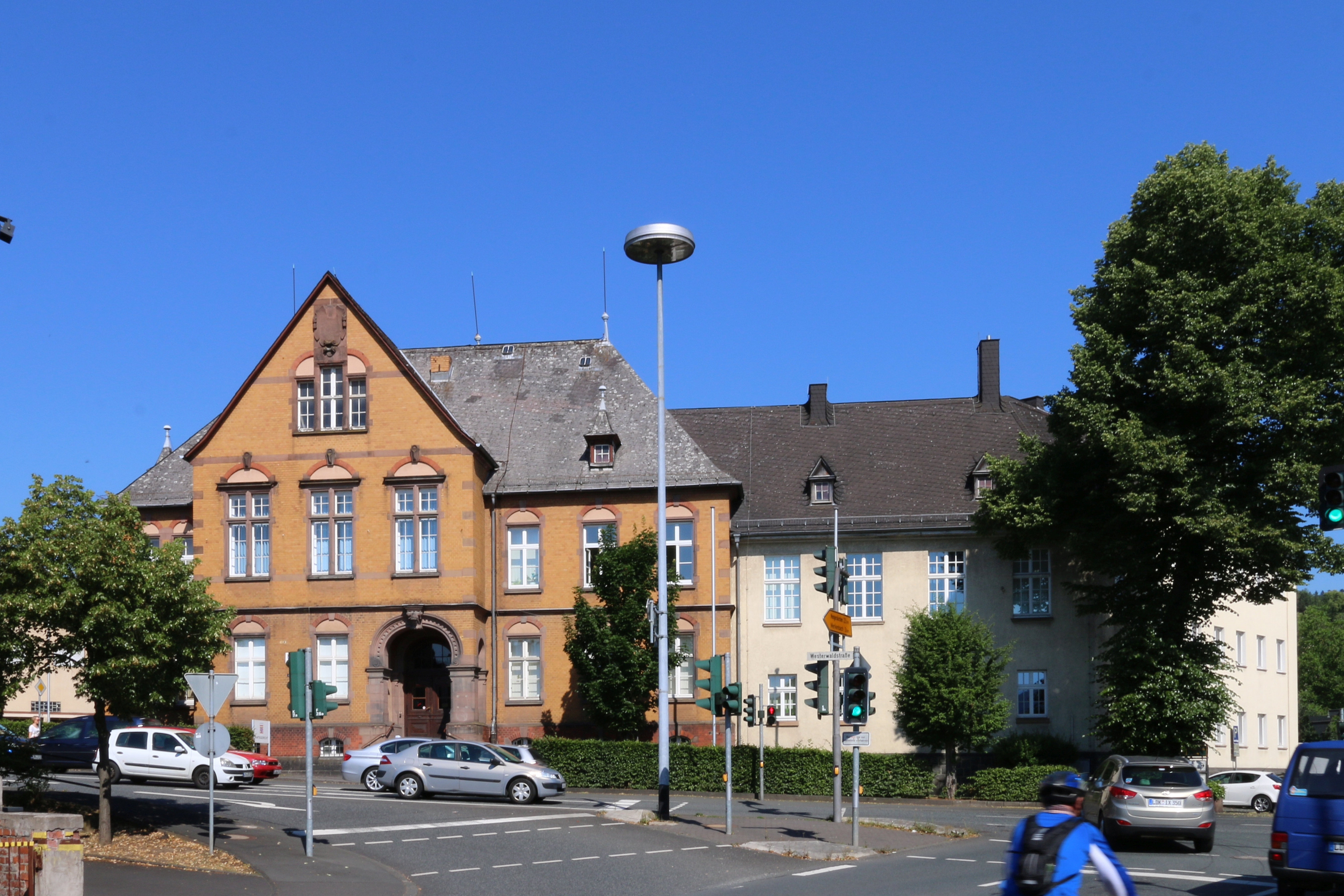
Amtsgericht Herborn

Das Amtsgericht Herborn war ein seit 1867 bestehendes Gericht der ordentlichen Gerichtsbarkeit mit Sitz in Herborn. Seit 2005 dient es als Zweigstelle des Amtsgerichts Dillenburg.

## Gerichtsbezirk und Zuständigkeit
Als Zweigstelle des Amtsgerichts Dillenburg ist das Gericht in Herborn für die Gemeinden Breitscheid, Driedorf, Greifenstein, Herborn, Mittenaar, Siegbach und Sinn in allen amtsgerichtlichen Geschäften mit Ausnahme von Gerichtsverwaltungs-, Familien-, Insolvenz-, Handels-, Genossenschafts-, Partnerschafts-, Schöffen-, Jugendschöffengerichts-, Straf- und Bußgeldsachen, Vormundschafts-, Pflegschafts-, Beistands-, Nachlasssachen und Adoptionen zuständig. Es ist darüber hinaus für die Aufgaben der Gerichtsvollzieherverteilungsstelle, die Zwangsvollstreckungssachen in das bewegliche Vermögen, Betreuungssachen, Freiheitsentziehungs- und Unterbringungssachen des gesamten Amtsgerichtsbezirks zuständig.

## Gerichtsgebäude
Das Gerichtsgebäude befindet sich in der Westerwaldstr. 16 in 35745 Herborn. Es wurde in den 90er Jahren des 19. Jahrhunderts erbaut und steht unter Denkmalschutz. Das Haus wurde in Rohziegelmauerwerk mit Werksteingliederung erbaut. Die Denkmaltopographie hebt besonders den Giebel des zur Westerwaldstraße gelegenen Querbaus hervor. Der mit einer Freitreppe erschlossene Zugang zum Hauptportal wird von einer Archivolte gerahmt, die Fenster des Obergeschosses besitzen einen Kreuzstock. Den Abschluss bildet eine Fenstergruppe mit Wappen.

## Geschichte
Infolge der preußischen Annexion des Herzogtums Nassau 1866 kam es in den ehemals nassauischen Ämtern zur Trennung von Verwaltung und Justiz. Im Zuge dessen ordnete der preußische Justizminister zum 1. September 1867 die Gründung eines Amtsgericht zu Herborn an, dessen Sprengel aus dem Amt Herborn gebildet wurde und somit die Städte Herborn und Driedorf sowie die Ortschaften Amdorf, Arborn, Ballersbach, Beilstein, Bicken, Breitscheid, Burg, Eisemroth, Erdbach, Fleisbach, Guntersdorf, Gusternhain, Heiligenborn, Heisterberg, Herbornseelbach, Hirschberg, Hörbach, Hohenroth, Mademühlen, Medenbach, Merkenbach, Münchhausen, Nenderoth, Oberndorf, Odersberg, Offenbach, Rabenscheid, Rodenberg, Rodenroth, Roth, Schönbach, Seilhofen, Sinn, Tringenstein, Uckersdorf, Übernthal, Waldaubach und Wallenfels umfasste. Gehörte dieses Gericht zunächst noch zum Bezirk des Kreisgerichts Dillenburg, kam es aufgrund des Gerichtsverfassungsgesetz mit Wirkung zum 1. Oktober 1879 zum Wechsel in den Bezirk des neu errichteten Landgerichts Limburg, der Bezirk des Amtsgerichts selbst änderte sich jedoch nicht.
Vom 1. Oktober 1933 bis 1. Oktober 1944 gehörte das Amtsgericht Herborn zum Landgerichtsbezirk Siegen. Zum 1. Mai 1978 wurde der Sprengel des Herborner Gerichts um die Greifensteiner Ortsteile Greifenstein und Ulmtal erweitert.
Am 1. Januar 2005 wurde das Amtsgericht Herborn als Vollgericht aufgehoben und bildet seitdem eine Zweigstelle des Amtsgerichts Dillenburg.

## Trivia
Am 16. Oktober 1997 wurde der beim Amtsgericht Herborn tätige 49 Jahre alte Obergerichtsvollzieher Bernd Dietermann bei einer Zwangsräumung von einem 48 Jahre alten Schuldner in Breitscheid-Erdbach mit einer Pumpgun erschossen.

## Richter
- Ludwig Raab (Amtsrichter ab 1891)[13]